# NGC 5417
NGC 5417 est une galaxie spirale située dans la constellation du Bouvier. Sa vitesse par rapport au fond diffus cosmologique est de 5 129 ± 18 km/s, ce qui correspond à une distance de Hubble de 75,6 ± 5,3 Mpc (∼247 millions d'al). NGC 5417 a été découverte par l'astronome germano-britannique William Herschel en 1784.
La classe de luminosité de NGC 5417 est I et elle présente une large raie HI. Selon la base de données Simbad, NGC 5417 est une galaxie LINER, c'est-à-dire une galaxie dont le noyau présente un spectre d'émission caractérisé par de larges raies d'atomes faiblement ionisés.
À ce jour, six mesures non basées sur le décalage vers le rouge (redshift) donnent une distance de 81,983 ± 8,451 Mpc (∼267 millions d'al), ce qui est à l'intérieur des valeurs de la distance de Hubble. Notons cependant que c'est avec la valeur moyenne des mesures indépendantes, lorsqu'elles existent, que la base de données NASA/IPAC calcule le diamètre d'une galaxie et qu'en conséquence le diamètre de NGC 5417 pourrait être d'environ 38,8 kpc (∼127 000 al) si on utilisait la distance de Hubble pour le calculer.

## Groupe de NGC 5374
Selon A.M. Garcia, la galaxie NGC 5417 fait partie du groupe de NGC 5374. Ce groupe de galaxies compte au moins huit membres. Les autres galaxies du groupe sont NGC 5374, NGC 5382, NGC 5384, NGC 5386, NGC 5418, NGC 5434 et UGC 8906.
D'autre part, Abraham Mahtessian mentionne aussi ce groupe, mais il ne contient que trois galaxies, soit NGC 5374, NGC 5382 et NGC 5386.